# Тринидад, Теа
Теа Меган Тринидад Бюджен (англ. Thea Megan Trinidad Büdgen; род 27 декабря 1990 года, Куинс, Нью-Йорк, США) — американская женщина-рестлер, менеджер в рестлинге и киноактриса. Является действующей чемпионкой Соединённых Штатов WWE среди женщин. 
В настоящее время выступает в WWE на бренде SmackDown под именем Зелина Вега, где является членом группировки «Латиноамериканский мировой порядок». Она является бывшим командным чемпионом WWE среди женщин и победительницей турнира Queen's Crown в 2021 году.
Ранее выступала в Total Nonstop Action Wrestling под именем Розита, где была командной чемпионкой среди женщин вместе с Саритой.

## Биография
Теа Меган Тринидад родилась в районе Куинс города Нью-Йорка 27 декабря 1990 года и имеет пуэрто-риканское происхождение. Она выросла, смотря рестлинг вместе со своим отцом Майклом и младшим братом Тимоти, и была вдохновлена Реем Мистерио. Её родители развелись, когда она и ее брат были еще маленькими, хотя они оставались друзьями. В школе она занималась плаванием и бейсболом. Когда ей было 10 лет, ее отец погиб во время терактов 11 сентября; он работал аналитиком по телекоммуникациям в компании Cantor Fitzgerald во Всемирном торговом центре, и находился на 103-м этаже Северной башни, когда она рухнула.

## Карьера в рестлинге
В 17 лет Тиа начинает занятия в зале Хэви Эйра, который специализировался на прыжках акробатике. Тие нравится этот стиль, потому что ещё в детстве она вдохновлялась выступлениями мексиканского рестлера Рея Мистерио. В 2010 году Тиа дебютирует в профессиональном рестлинге в небольшом промоушене National Superstar Wrestling (NSW) под псевдонимом Дивайн Флай. Спустя некоторое время она объединяется c Нией в команду The Fly Girls. 26 июня 2010 года девушки выходят на матч за командное чемпионство Women Superstars Uncensored, но проигрывают действующим чемпионкам. Затем Тринидад проводит несколько сильных одиночных матчей, на одном из которых её замечает рестлер и продюсер TNA Томми Дример.

### Total Nonstop Action Wrestling (2011—2013)

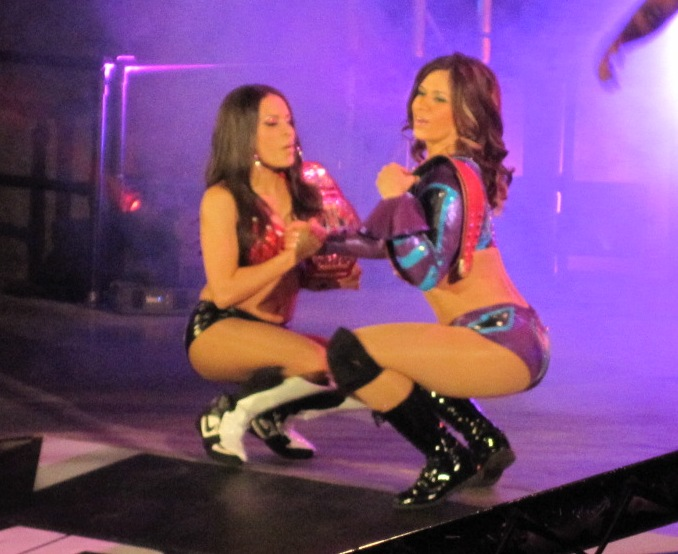
Сарита и Розита — новые командные чемпионки нокаутерш TNA.

Дример предлагает Тринидад принять участие в матче, который не будет транслироваться, чтобы руководство TNA могло оценить её навыки и потенциал. 11 января 2011 года Тринидад выходит на ринг против Анджелины Лав и предсказуемо проигрывает, но производит хорошее впечатление на менеджеров и 27 января 2011 года подписывает контракт с TNA. В TNA ей придумывают новый образ и историю. Так как у девушки латиноамериканские корни, её представляют зрителям, как двоюродную сестру действующего рестлера TNA Сариты — Розиту. Новой латиноамериканской команде понадобилось всего 2 матча, чтобы завоевать женское командное чемпионство TNA. За право на титульный бой они победили дуэт Анджелины Лав и Вэлвит Скай, а в титульном бою, который состоялся 13 марта 2011 года, они одолели их же и стали новыми чемпионами. Спустя неделю новоиспеченные чемпионы объединяются с рестлером Эрнандесом в группировку «Мексиканская Америка». Розита и Сарита трижды успешно защищали свои чемпионские пояса вплоть до 21 июля 2011, где они свои титулы уступили. В 2012 году у них было несколько титульных боев, но больше получить титул мексиканской команде не удалось. В 2013 году контракт Тринидад и TNA был аннулирован.

### Независимые промоушены (2011—2017)
На протяжении всей своей карьеры Тиа Тринидад активно поддерживала независимые площадки. Во время своего рейда в TNA она вместе с Саритой посетила мексиканскую площадку Consejo Mundial de Lucha Libre (CMLL), на которой Сарита регулярно выступала под рингнеймом Темный Ангел. В CMLL Тринидад смогла поработать с местными тренерами Артуро Беристейном и Тони Салазаром, которые предложили ей контракт с мексиканским промоушеном AAA, но Тринидад отказалась, сославшись на сложные отношения этого промоушена с TNA.
14 мая 2011 года Розита дебютировала в промоушене Family Wrestling Entertainment (FWE) где проводит 4 матча. В следующий раз Тринидад возвращается в FWE уже в 2012 году, чтобы бросить вызов действующему чемпиону FWE Марии Канеллис, но в своем бою за тайтл-шот она уступает Уи́нтер.
6 мая 2015 года Global Force Wrestling (GFW) включил Тринидад в свой ростер бойцов. Она дебютировала в промоушене 12 июня 2015 года, где добилась победы над Леди Тапа на первом шоу GFW Grand Slam Tour в Джексоне, штат Теннесси. 20 августа 2015 года её профиль был удален с сайта GFW.
17 июля 2015 года Тринидад дебютировала в Ring of Honor (ROH), в качестве менеджера Остина Ариеса.
2 сентября 2016 года Теа присоединилась к Shine Wrestling, дебютировав на Shine 37, где она победила Сторми Ли.

### WWE (2016—2020)
С 2013 года Теа начинает сотрудничать с подготовительной площадкой WWE. Изначально она используется в качестве массовки для выхода Адама Роуза и проигрывает в матче 26 октября 2016 года действующей чемпионке NXT Аске. Матч был без титула на кону, а Теа выступала под своим настоящим именем.

#### NXT (2016—2018)

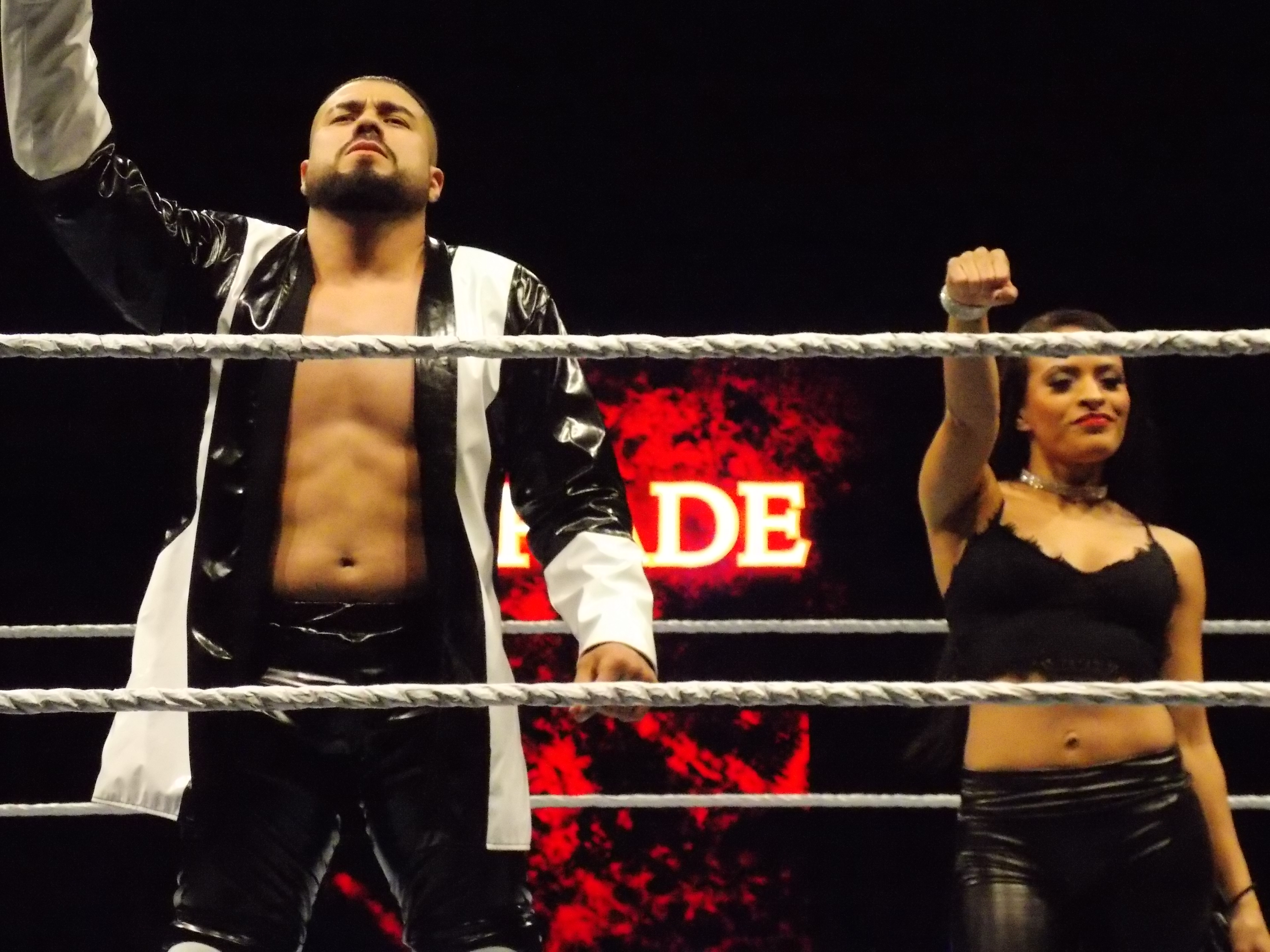
Андраде и Зелина Вега в NXT

В июне 2017 года Теа подписывает контракт с WWE и начинает тренироваться в Подготовительном Центре WWE. Она впервые появляется на экране 9 июня 2017 года где начинается её сюжет с Андраде «Сиен» Алмасом. 9 августа 2017 года она впервые появляется в качестве менеджера Андраде под именем Зелина Вега. 28 января 2018 года в Royal Rumble матче Вега впервые выступила в основном ростере, сопровождая выход Алмаса под седьмым номером. Вега дебютировала на ринге 3 февраля 2018 года в микст-матче вместе с Андраде против Джонни Гаргано и Кэндис Лерей. Последний раз в NXT Вега появилась 18 апреля 2018 года в матче против Кэндис Лерей , к этому моменту были известны результаты драфта WWE.

#### Основной ростер (2018—2020)
17 апреля 2018 года Вега и Андраде в результате драфта WWE оказываются на SmackDown. Её дебют в основном ростере состоялся спустя почти месяц — 15 мая 2018 года, она сопровождала Андраде в качестве менеджера. 31 июля Зелина Вега проводит свой первый самостоятельный матч на SmackDown, где она побеждает Лану. 28 октября Зелина Вега участвует в женской Royal Rumble за право на титульный бой, но её выбивает Ная Джакс. Также Вега участвовала в Royal Rumble во время Wrestlemania 35, но выбыла. Во время драфта WWE 2019 Вега и Андраде переходят на RAW, но 22 апреля 2019 года её возвращают на Smackdown.
8 июля 2019 года Зелина Вега дебютирует на RAW в микст-матче против Бекки Линч и Сета Роллинса. В течение значительной части сюжета в 2019-м году Вега помогала Андраде удерживать титул Чемпиона США WWE. Принимала участие в очередной Королевской битве, но вылетела в самом конце.
13 ноября 2020 года WWE объявила о том, что Тринидад освобождена от контракта.

### Возвращение в WWE (2021-н.в.)
Спустя почти восемь месяцев после увольнения, 2 июля 2021 года, Тринидад вернулась на SmackDown, где было объявлено, что она будет участвовать в женском матче по правилам Money in the Bank, в тот же вечер она вернулась на ринг, проиграв Лив Морган.
В октябре Вега приняла участие в турнире «Корона королевы», где она победила Тони Шторм в первом раунде и Кармеллу в полуфинале. На шоу Crown Jewel Вега победила Дюдроп в финале и выиграла турнир, что стало её первым достижением в WWE.
На Survivor Series 2021 стала частью женской команды Raw, которая и победила. На первом выпуске Raw после Survivor Series 2021 в команде с Кармеллой победили Рию Рипли и Никки Эш в матче за женское командное чемпионство WWE. Для Зелины это стал первым чемпионским титулом в стенах WWE.
На первом выпуске SmackDown после WrestleMania 41 от 25 апреля 2025 года победила Челси Грин и стала новой чемпионкой Соединённых Штатов WWE среди женщин. Для Зелины это первый сольный титул в карьере. Так же на данном выпуске SmackDown своё возвращение в WWE спустя 4 года совершил её муж Алистер Блэк

## Актёрская карьера
Помимо появления в рестлинг-шоу, которые в большинстве своем, выходили на телевидении, Теа активно развивает и серьёзную актёрскую карьеру. Она снялась в нескольких фильмах категории Б, таких как «Дороти и ведьмы страны Оз», «5 чувств страха», «Армия проклятых», «Борьба c моей семьей». Кроме этого, Теа снялась в документальном фильме «Дети 11-го сентября».
Теа Тринидад дважды появлялась в видеоиграх от компании 2K, в игре WWE 2K19 она была неиграбельным персонажем и появлялась в качестве менеджера Андраде, а в WWE 2K20 за Зелину Вегу можно было играть в женском ростере.

## Личная жизнь
Теа в течение пяти лет встречалась с бывшим рестлером ROH и WWE Остином Эйрисом, но в 2016-м году они расстались. После перехода на NXT она познакомилась с голландским рестлером Томом Бюдженом. Пара поженилась в 2018-м году и переехала во Флориду.

## Достижения и награды
- Pro Wrestling Illustrated
  - Вдохновляющий рестлер года (2011)[30]
  - № 31 из 50 лучших женщин-рестлеров по версии PWI (2011)[31]
- Sports Illustrated
  - № 28 из 50 лучших женщин-рестлеров (2018)[32]
- Total Nonstop Action Wrestling
  - Командный чемпион в женском дивизионе (1 раз) (вместе с Саритой)
- WWE
  - Чемпионство Соединённых Штатов WWE среди женщин (1 раз)
  - Командное чемпионство WWE среди женщин (1 раз) (вместе с Кармеллой)
  - «Корона королевы» (Первая в истории, 2021)